# Els segadors (Bruegel)
Els Segadors és una pintura a l'oli sobre taula feta el 1565 per l'artista flamenc Pieter Brueghel el Vell. Mesura 118 cm d'alçada i 160,7 cm d'amplada i s'exposa al Metropolitan Museum of Art de Nova York. L'obra és signada "BRVEGEL […] LXV".

## Història
L'obra forma part de la sèrie dels Mesos, completada amb només cinc taules i ja en possessió de Niclaes Jonghelinck d'Anvers. Un any després, en el 1566, va ser venuda a l'administració de la ciutat i en el 1594 va ser l'objecte d'un regal  a Ernest d'Àustria. Els segadors en el 1809 va ser requisat per Napoleó Bonaparte i portat a París, així com altres obres que es trobaven al Palau Belvedere de Viena. L'obra va reaparèixer en el 1910 en la capital austríaca. Va ser adquirida pel francès Jean Doucet, el qual dos anys després de la va revendre al museu americà amb attribuzione a Jan Bruegel.
El tema de l'estiu va ser objecte també de dibuix el 1568 (Hamburger Kunsthalle), però les activitats humanes dominen respecte del paisatge.

## Descripció i estil

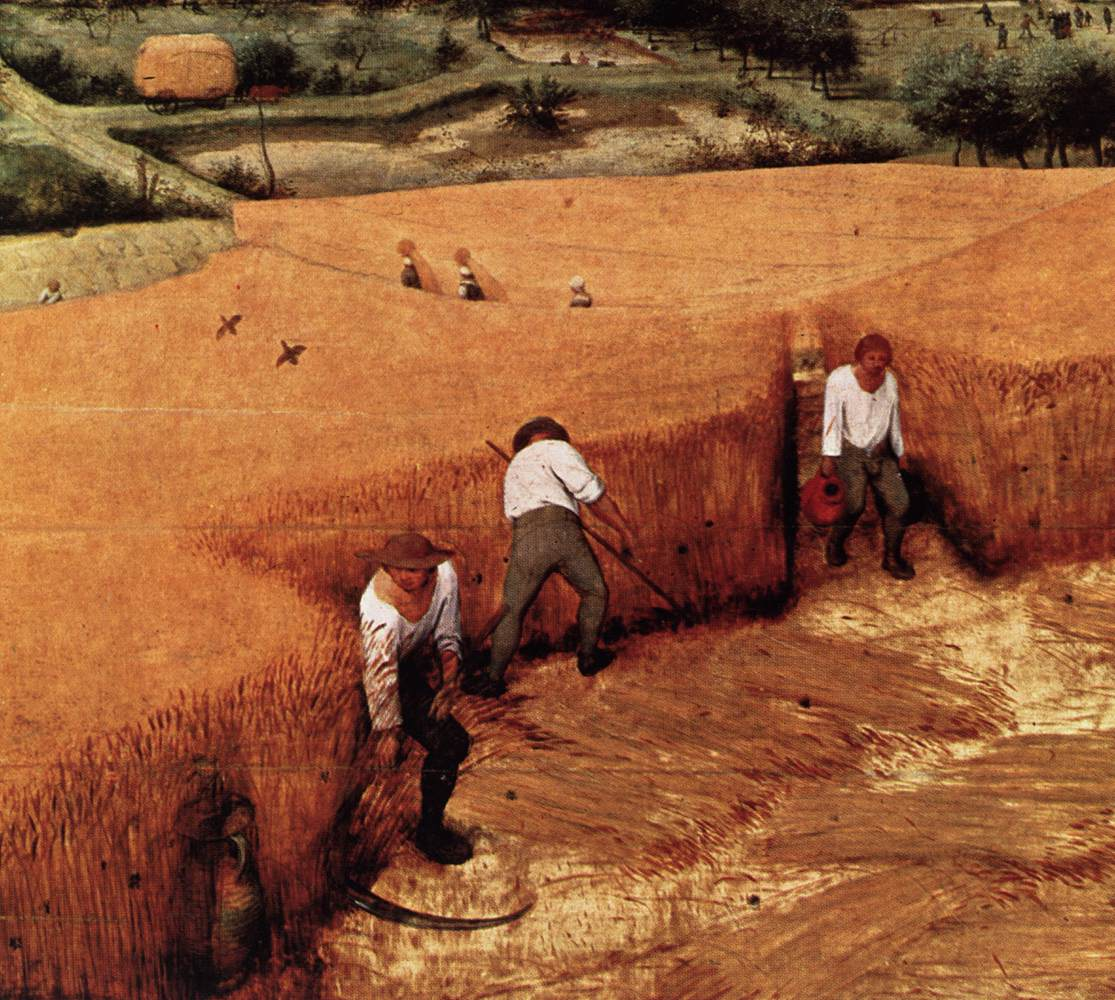
Detall

L'escena descriu el treball i el descans en un dia d'estiu, probablement a l'agost. En primer pla dos pagesos tallen les llargues espigues de blat amb dalles i un tercer a través del camp a través d'una bretxa, portant una gerra i en direcció a la dreta, però, on alguns agricultors estan descansant, menjant i bevent a l'ombra. Més enrere, a la dreta, algunes dones s'uneixen garbes i es reuneixen orelles tallades. La naturalesa estàtica de la meitat dreta de les figures estan en contrast amb les que es van quedar, envoltades pel color uniforme de les orelles, que amplifica els seus gestos. L'agricultor dormint preveu la col·locació d'un personatge del País de l'abundància.
El groc de la collita de blat domina gran part de l'escena, mentre que el fons té tons de verd i gris verdós, a més del cel blau clar. Es veu una petita església en el fullatge de la vegetació i, a més, un poble i un castell. Fins i tot el fons està poblat per figures, amb un carro que porta Fenc i altres petits agricultors que es dediquen a activitats recreatives. Al turó de la dreta, a l'altre costat de la frontera dels camps centrals, altres camps es perden en la distància. Al centre, llavors el punt de vista d'una conca s'esvaeix en el vapor de la calor de l'estiu.

## Altres quadres de la sèrie
D'aquesta mateixa sèrie sobre els mesos existeixen altres quatre pintures, totes elles de l'any 1565:
- Dia malenconiós o Dia ennuvolat (febrer-març), actualment en el Museu d'Història de l'Art de Viena
- La collita del fenc (juny-juliol), Palacio de Lobkowicz, al Castell de Praga
- El retorn del ramat (octubre-novembre), Museu d'Història de l'Art de Viena
- Els caçadors en la neu(desembre-gener), Museu d'Història de l'Art de Viena